# Dihydrate
Cet article court présente un sujet plus développé dans : hydrate.

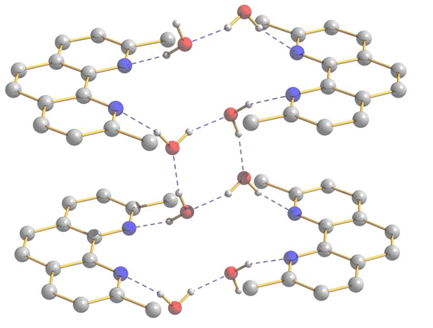
Exemple de structure comportant des dihydrates : néocuproïne, 2,9-diméthyl-1,10-phénanthroline.

Un dihydrate est un composé à double fonction hydrate, comprenant deux molécules d'eau.